# José Álvarez de Toledo y Dubois
José Álvarez de Toledo y Dubois (La Habana, Cuba, 14 de mayo de 1779 - París, Francia, 16 de abril de 1858) fue un militar y diputado a las Cortes de Cádiz. Se unió a los insurgentes durante la guerra de independencia de México. Debido a sus desavenencias con Xavier Mina rompió con los independentistas. Fue indultado por Fernando VII quien lo nombró diplomático en Suiza e Italia.

## Estudios y marina real
Sus padres fueron el capitán de navío Luis Álvarez de Toledo y María Dolores Dubois. Fue nieto de Nicolás de Toledo Idiáquez, alcalde mayor de Sevilla y Antonia de Licht y de la Barrera, familia de los señores de Oropesa; y de Andrea Marques de Toro y Fernando de Dubois y Casanova, cargador de Indias y justicia mayor en Quetzaltenango. Realizó estudios navales siriviendo a la flota española. En 1794 fue guardiamarina en Cádiz. En 1795 fue ascendido a alférez de fragata, fue aprehendido por los ingleses en dos ocasiones, la última de ellas cuando estaba al mando de la goleta Cautela. En 1808 participó en la batalla de Espinosa de los Monteros. En 1809 fue asignado a una división de faluchos cañoneros en Cataluña, y obtuvo el grado de teniente de navío.

## Diputado
El 21 de septiembre de 1810 fue elegido diputado a las Cortes de Cádiz en representación de Santo Domingo. Fue simpatizante de la emancipación de los americanos, llegando a declarar en las Cortes: "Los americanos no hemos venido a este Congreso a representar la América, sino a autorizar la postergación que de ella se hace". Recomendó al gobernador de Santo Domingo declarar la independencia en caso de que España fuese vencida por el ejército de Napoleón Bonaparte. Esta actitud fue interpretada como una traición a la corona española, por tal motivo, el 25 de junio de 1811, huyó a Estados Unidos con la ayuda de la asociación masónica Caballeros Racionales.
Por sus declaraciones a favor de la independencia de México y de Cuba se ganó la simpatía de James Monroe. Mediante sus escritos incitó a las guerras de independencia de Hispanoamérica. Fundó uno de los primeros periódicos de Texas.

Mexicanos: llegado es el tiempo señalado por la Providencia para que sacudáis el yugo bárbaro y afrentoso, con que por el espacio de casi 300 años os oprimió ignominiosamente el despotismo más insolente. Ahora quiere el gobierno de Cádiz obligaros a que continuéis arrastrando las mismas cadenas, con que os apricionaron los reyes de España, los quales no tenían sobre vosotros más autoridad, que la que vosotros mismos les prestasteis para ser por ella gobernados: de consiguiente desde el momento mismo en que este depositario de vuestro poder desapareció, o desde que vosotros por la falta de justicia con que por dicho tiempo os ha gobernado la más inaudita tiranía, o desde que de común acuerdo queréis variar todo el sistema, y establecer libremente nuevo gobierno, y nuevos empleados, para mejorar vuestra desgraciada suerte, podéis hacerlos sin que haya autoridad ninguna sobre la tierra que os lo pueda impedir en justicia.

## Insurgente en la independencia de México
Se unió a las tropas de Bernardo Gutiérrez de Lara en Nacogdoches con la intención de tomar el mando de sus tropas. Mediante una imprenta portátil publicó varias proclamas intentando desacreditar a Gutiérrez de Lara. En consecuencia, la Junta de Béjar le otorgó el mando de la expedición. Fue derrotado por el general realista José Joaquín de Arredondo el 18 de agosto de 1813 en la batalla de Medina. Las tropas insurgentes emprendieron la huida y fueron perseguidas por la caballería del capitán realista Ignacio Elizondo en Béjar, Nacogdoches y Trinidad. Álvarez de Toledo escapó a Estados Unidos, desde donde mantuvo relación con los insurgentes. En 1815 viajó a Boquilla de Piedra para vender armamento y pólvora a Guadalupe Victoria.
En 1817 pretendió tomar el mando de la expedición de Xavier Mina, pero como éste se negó a cederle el mando, Álvarez de Toledo saboteó una de sus expediciones en Filadelfia. A partir de este momento se separó de la insurgencia y se acogió al indulto del capitán general de Cuba. Por otra parte, informó al embajador Luis de Onís todos los pormenores de los planes de Mina.

## Diplomático español
Toledo regresó a España, fue recomendado por el ministro de Estado José García de León y Pizarro al rey Fernando VII quien lo nombró ministro plenipotenciario en Toscana. Realizó labores diplomáticas para la corona española en los cantones suizos y en Nápoles. Durante el trienio liberal se mantuvo fiel a las ideas absolutistas, y en agosto de 1820 le confió Fernando VII diferentes comisiones secretas cerca de los soberanos de la principales potencias. En 1821 fue de nuevo enviado a Francia por Fernando VII, nombrándolo en Bayona el general Eguía jefe de Estado Mayor del ejército que se organizó en las Provincias Vascongadas.
En 1824 contrajo matrimonio con María Tomasa Palafox, marquesa viuda de Villafranca y grande de España, que había sido esposa de Francisco de Borja Álvarez de Toledo, XII marqués de Villafranca. La unión debió ser tormentosa, pues la duquesa de Alba, sobrina de la marquesa, dijo a su madre, al darle la noticia de la muerte de José, que «no dio muy buena vida a la tía Tomasa, así es que los hijos no le tenían mucho cariño».
En 1828 fue embajador en Berna y en 1831 fue enviado nuevamente a Nápoles. En 1833, a la muerte de Fernando VII, apoyó en Nápoles las aspiraciones al trono de Carlos María Isidro hasta que aquella Corte reconoció a Isabel II, instalándose entonces en París. A pesar de oponerse al régimen isabelino, terminó en 1849 ofreciendo su lealtad a la reina Isabel II, que le otorgó la Cruz de la Orden de San Hermenegildo. Murió en París el 16 de abril de 1858.